# Poiplí
Poiplí (Ipeľský region cestovního ruchu) je slovenský region a region cestovního ruchu. Často se pro tento region používají původní pojmenování Hont a Novohrad.
Jako region cestovního ruchu oficiálně zahrnuje:
- Okres Krupina
- Okres Veľký Krtíš
- Okres Lučenec
- Okres Poltár
- část okresu Levice